# Volvo 66

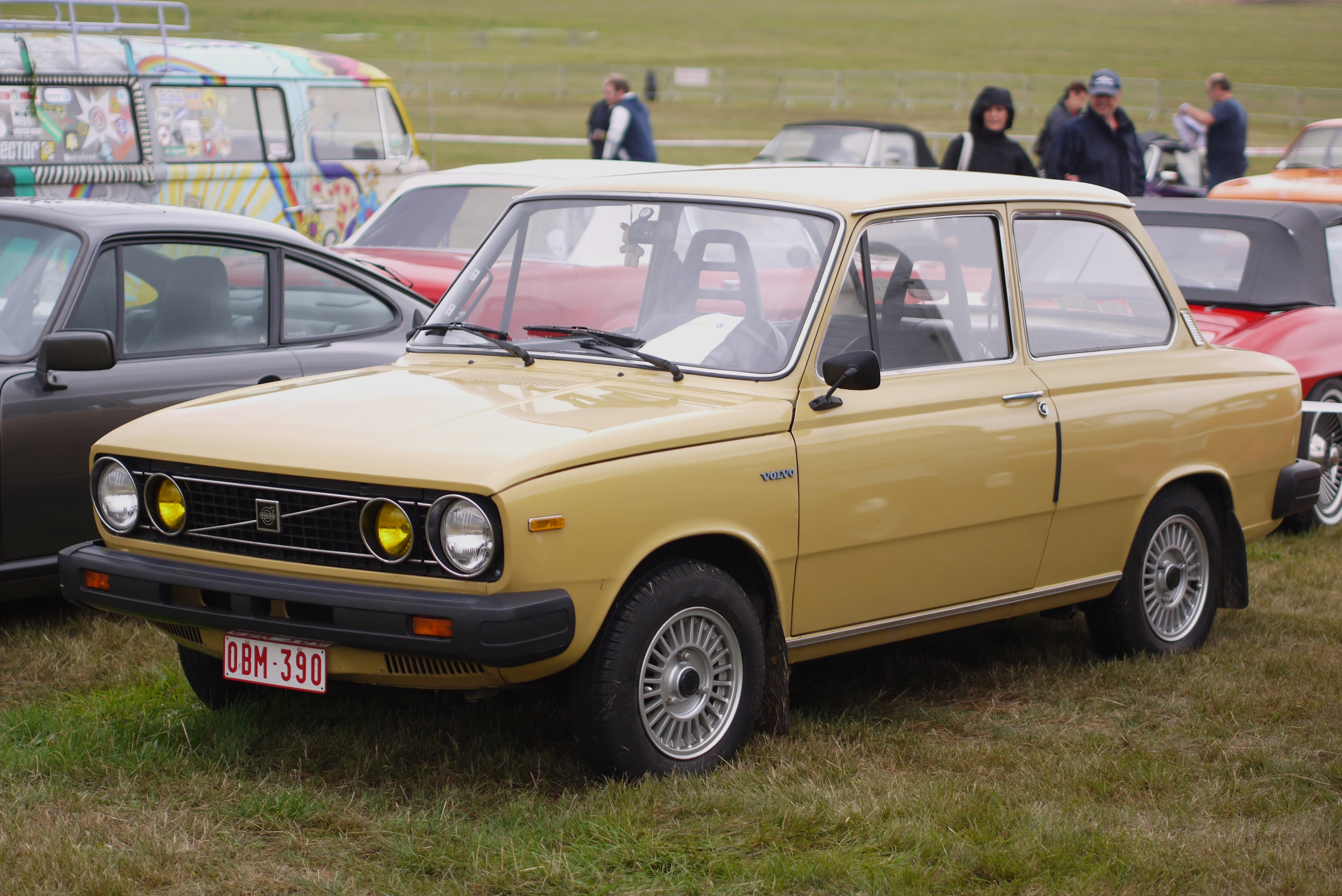
Volvo 66L

Volvo 66 — компактний автомобіль, що виготовлявся з жовтня 1975 по грудень 1979 року. Автомобіль є версією DAF 66, яку почали продавати під брендом Volvo, після того як до останнього перейшло виробництво легкових автомобілів нідерландської компанії DAF.
Це невеликий автомобіль оснащений автоматичною коробкою передач Variomatic виробництва DAF. Модель була трохи модифікована компанією Volvo. Volvo 66 мав більші бампери, ніж DAF 66, який випускався між літом 1972 і серединою 1975 року.

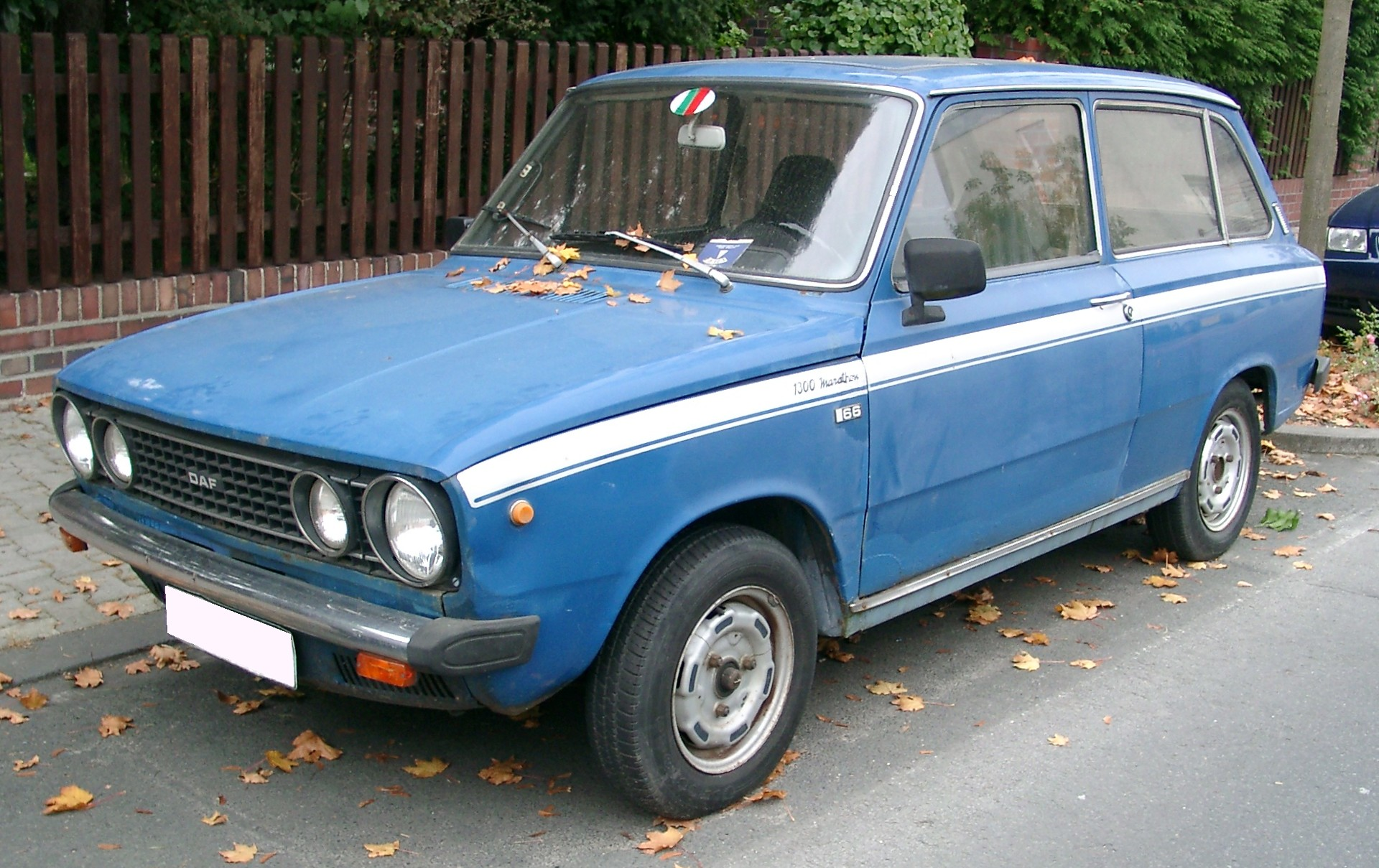
DAF 66

Автомобіль виготовлявся в кузові дводверний седан і тридверний універсал. 
Транспортні засоби комплектувалися рядними чотирьохциліндровими двигунами об'ємом 1108 см3 потужністю 45 к.с. (33 кВт) і об'ємом 1289 см3 потужністю 57 к.с. (42 кВт) виробництва Renault були поставлені. Всього було виготовлено 106 037 автомобілів. Наступником був Volvo 343/345.

## Двигуни
- 1.1 L B110 OHV I4
- 1.3 L B130 OHV I4